# Marcus Porcius Cato (consul in 118 v.Chr.)
Marcus Porcius Cato (I) was de oudste zoon van Marcus Porcius Cato Licinianus en Aemilia Tertia en stond net als zijn grootvader Marcus Porcius Cato Censorius maior bekend als een krachtig orator. In 118 v.Chr. was hij samen met Q. Marcius Rex consul en werd in die hoedanigheid richting Numidia gestuurd om de geschillen tussen de erfgenamen van de overleden koning Micipsa op te lossen. Tijdens zijn aanwezigheid aldaar kwam hij echter te overlijden.
Marcus Porcius Cato (I) had een zoon, Marcus Porcius Cato (III).